# Ernst van Loen
Ernst van Loen, eigentlich Ernst Hermann Bockhoff (* 1911 in Stadtlohn; † 7. September 1996 in Wien), war ein deutsch-österreichischer Jurist, Publizist, Pressesprecher und Völkerrechtler.

## Leben
Er studierte Rechtswissenschaften an der Universität Köln, an der er 1934 zum Dr. jur. promoviert wurde. Das Thema seiner Dissertation lautete Die Intervention im Völkerrecht. Danach war er am Institut zur Wissenschaftlichen Erforschung der Sowjetunion tätig und publizierte u. a. über den Bolschewismus und die sogenannte „bolschewistische Weltaggression“.
Nach Ende des Zweiten Weltkriegs nahm er den Namen Ernst van Loen an und wurde Ministerialbeamter in Bonn, speziell war er als Berater in Fragen des Atomrechts für Gustav Heinemann und als Pressereferent des Bundeskanzleramtes tätig. 1974 ließ er sich als Pensionär dauerhaft in Wien nieder. Er stand der Partei "Freie Soziale Union" (FSU) nah und war u. a. für die Redaktion der Zeitschrift des Vogelsang-Instituts "Das neue Volk" tätig. Außerdem publizierte er u. a. in den Zeitschriften "Der Dritte Weg" und "Zeitschrift für Geopolitik in Gemeinschaft und Politik". Dass er unter einem anderen Namen lebte, wurde erst nach seinem Tod öffentlich bekannt.

## Publikationen (Auswahl)
- Die Intervention im Völkerrecht. Würzburg 1935.
- Völker-Recht gegen Bolschewismus. Berlin, Leipzig 1938.
- Neutralität und Demokratie im 20. Jahrhundert. In: Nationalsozialistische Monatshefte 10 (1939), S. 46–66.
- 25 Jahre bolschewistische Weltaggression. In: Nationalsozialistische Monatshefte 14 (1943), S. 115 ff.
- (Hrsg.): Richard Euringer: Der Soldat und der Friede. Besinnung und Anruf. Uhlenburg-Verlag, Bielefeld, Bad Godesberg 1954.
- Der Irrweg eines Essays. In: FORVM, Nr. 364/365, April 1984.
- (Hrsg.): Johannes Kleinhappl: Christliche Wirtschaftsethik. Analysen, Essays und Fragmente aus dem Nachlass. Herder, Freiburg, Basel, Wien 1991.
- (Hrsg.): Johannes Kleinhappl: Kirchliche Kapitalismuskritik. Analysen, Essays und Fragmente aus dem Nachlass. Tyrolia, Innsbruck 1993.

## Nachlass
Sein wissenschaftlicher Nachlass befindet sich im Wilhelm-Hohoff-Archiv in Bad Godesberg.